# Tommaso Marino (banchiere)

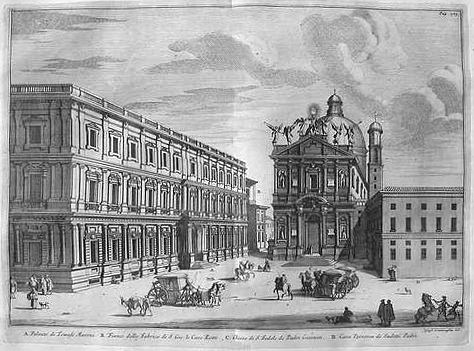
Prospetto di Palazzo Marino su piazza San Fedele a Milano.

Tommaso Marino (Genova, 1475 – Milano, 9 maggio 1572) è stato un banchiere italiano.

## Biografia
Primogenito di Luchino Marino, ambasciatore a Milano presso Ludovico Sforza, e da Clara Spinola, si trasferisce a Milano al seguito del padre che nel frattempo aveva ottenuto la cittadinanza milanese grazie ai rapporti col sovrano spagnolo Carlo V e ai numerosi prestiti a lui concessi, per aumentare negli anni l'influenza della famiglia Marino nella gestione delle finanze del Ducato e dell'Impero spagnolo.
Il suo nome a Milano è principalmente ricordato per la costruzione di Palazzo Marino, palazzo di famiglia, celebre già allora per la sua fastosità e tra i migliori esempi di architettura manierista milanese.

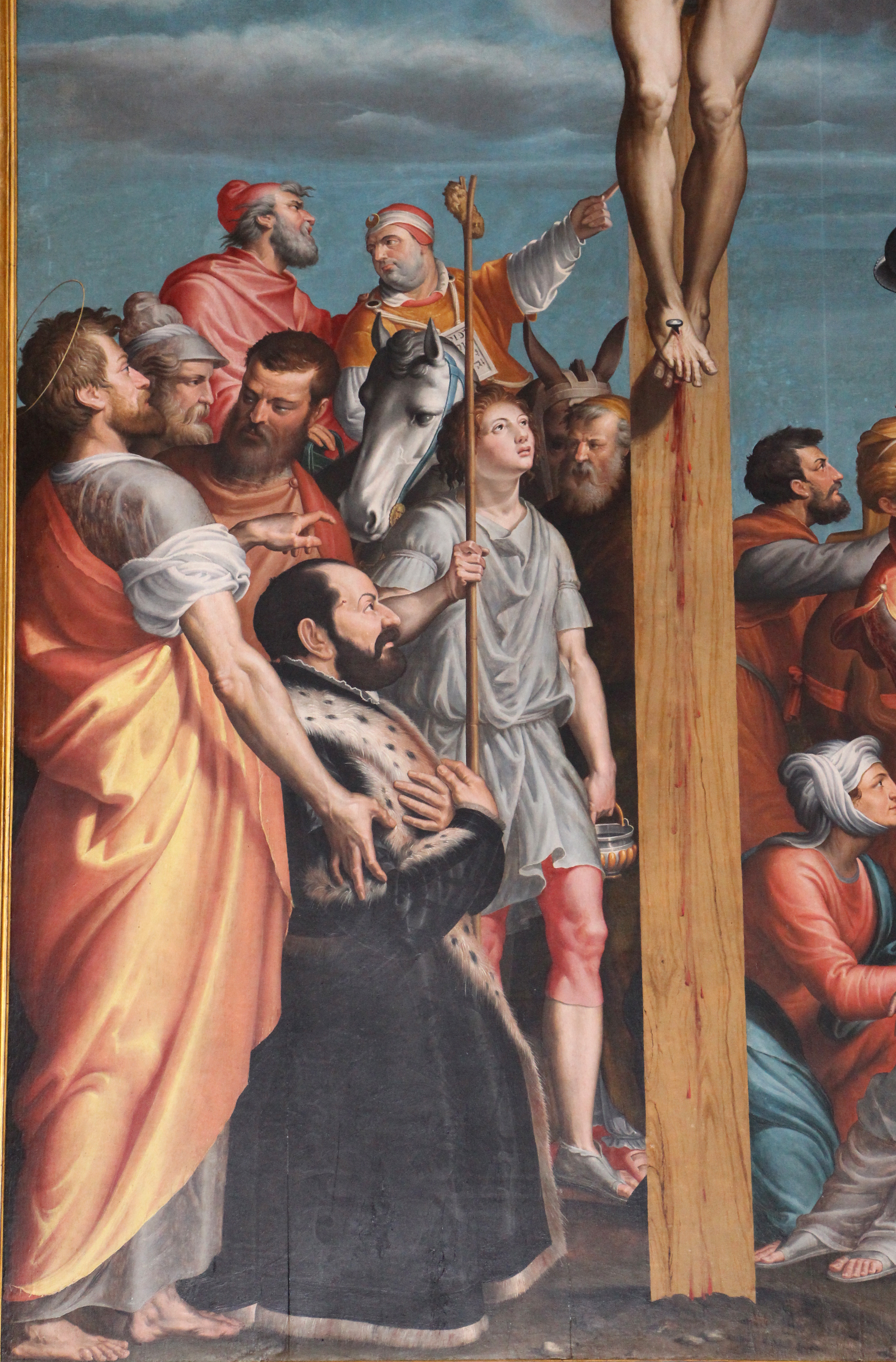
Bernardino Campi, Crocifissione (già in San Giovanni Battista dei Genovesi, oggi alla Badia Fiesolana), dettaglio con il ritratto di Tommaso Marino)

Tra i principali finanziatori delle casse dell'Impero spagnolo e della Santa Sede dell'epoca, iniziò un lento declino per via dei prestiti non rimborsati, oltre che dalle fortune sperperate nella costruzione del palazzo milanese e nell'acquisto di feudi nel Mezzogiorno per morire a Milano rincorso dai suoi numerosi creditori.
Inoltre, Tommaso Marino divenne padre di Virginia Marino, consorte di Martino de Leyva y de la Cueva-Cabrera. I due ebbero come figlia Marianna (Virginia) de Leyva, la celebre Monaca di Monza, personaggio importante nel capolavoro di Alessandro Manzoni, I Promessi Sposi.